# Dagmar Brendstrup
Dagmar Helles Brendstrup (født 17. februar 1953) er  dansk journalist og foredragsholder, der bl.a. har været direktør for Glasmuseet Ebeltoft.
Dagmar Brendstrup blev uddannet journalist fra Danmarks Journalisthøjskole og Vestkysten i 1979. Som nyuddannet kom hun til Østjyllands Radio i Århus og i 1981 til Kanal 94 i Vejle. I 1985 blev hun ansat i DR-Provinsafdelingen i Århus, hvor hun i de kommende år fungerede som studievært, reporter, redaktionssekretær og redaktør. 
I 2001 forlod hun DR for at blive direktør for Glasmuseet Ebeltoft. Hun vendte tilbage til DR i 2004, hvor hun blev chef for DR Fakta. Fra 2006 - 2013 var hun atter udnævnt til direktør for Glasmuseet Ebeltoft. Fra 2013 - 2015 var hun projektleder i Midtjysk Turisme for projektet RETHINK Kulturturisme.
Dagmar Brendstrup holder foredrag om mennesker og værdier, om positiv energi og om at huske øjeblikkene. Hun ejer slægtsgården Mariendal, er næstformand i Ejendomsfonden Den Ny Maltfabrik og medlem af Kunstudvalget på Hospice Djursland.